# Харківський електромеханічний завод
Ха́рківський електромехані́чний заво́д (ХЕМЗ) — одне з найстаріших підприємств електротехнічної промисловості України.
Заснований 1888 у Ризі як Російсько-Балтійський електротехнічний завод. 1915 переведений Російським акціонерним товариством «Всеобщая электрическая компания» (ВЭК) до Харкова. У роки індустріалізації завод повністю реконструйовано; випускав електроустаткування для машинобудівної, вугільної та металургійної промисловості. 1941 — 43 ХЕМЗ був евакуйований за Урал, а споруди зруйновано; після повернення до Харкова досягнув 1950 довоєнного рівня виробництва.
Основна продукція: комплектні електропроводи для різних галузей промисловості, потужні електричні машини, вибухобезпечні електродвигуни, автоматичні вимикачі та ін. низьковольтна електроапаратура. Частина продукції ХЕМЗ експортується за межі України.
Російські війська завдали артилерійських ударів по двох промислових підприємствах у Харкові.
1 квітня під ворожим вогнем опинилися виробничі приміщення Турбоатому та Харківського електромеханічного заводу (ХЕМЗ).

## Директори ХЕМЗ
- 1919—192 — Щербина Я.І.
- 1931—1938 — Лісін Іван Іванович;
- 1939—1941 — Скиданенко Іван Тимофійович;
- 1944—194. — Шевченко;
- 1953—1957 — Якунін Олексій Іванович;
- 1964—1968 — Якунін Олексій Іванович;
- 196.—197.2 — Жучков М.І.;